# Annalisa
Annalisa Scarrone (Savona, Italia, 5 de agosto de 1985), conocida simplemente como Annalisa, es una cantante y compositora italiana.
Después de algunas experiencias en el ámbito musical con dos bandas, se dio a conocer como cantante solista en el 2011, participando en la décima edición del programa de talentos Amici di Maria De Filippi (en español Amigos de Maria De Filippi), donde obtuvo el segundo puesto en la categoría canto ganando el "Premio de la Crítica".
Posteriormente se convirtió en una participante recurrente del Festival de la Canción de San Remo. Debutó en él en 2013 con la canción "Scintille", donde obtuvo el 9.º lugar. En 2015, formó parte nuevamente con la canción "Una finestra tra le stelle" y en 2016 participó con la canción "Il diluvio universale", terminando en la 11.º ubicación.
En 2018 obtiene el 3.º puesto con "Il mondo prima di te" al igual que en 2024 con la canción "Sinceramente".
Ha grabado 8 álbumes de estudio, logrando recibir 52 discos de Platino y 13 de Oro, vendiendo cerca de 4,800,000 copias

## Discografía

### Álbumes de estudio
- Nali (2011)
- Mentre tutto cambia (2012)
- Non so ballare (2013)
- Splende (2015)
- Se avessi un cuore (2016)
- Bye Bye (2018)
- Nuda (2020)
- E poi siamo finiti nel vortice (2023)

### Sencillos
- 2011 – Diamante lei e luce lui – ITA No. 9 (Oro + 15.000 en 2012; total en 2015 + 25.000)
- 2011 – Giorno per giorno
- 2012 – Senza riserva – ITA No. 8 (Oro + 15.000 en 2012 y platino +30.000 en 2014)
- 2012 – Tra due minuti è primavera
- 2012 – Per una notte o per sempre (no se grabó videoclip)
- 2013 – Pirati
- 2013 – Scintille – ITA No. 14[2]
- 2013 – Alice e il blu
- 2013 – A modo mio amo
- 2014 – Tutto sommato (sólo Países Bajos; no se grabó videoclip)
- 2014 – Sento solo il presente - ITA No. 7 (Oro + 25.000 en noviembre de 2014)[3]
- 2014 – L'ultimo addio (Oro + 25.000)
- 2014 – Dimenticare (mai) por Raige feat. Annalisa (solamente sencillo) (Oro + 25.000)[4]
- 2015 – Una finestra tra le stelle ITA No. 5[5] (Oro + 25.000 marzo de 2015 y platino + 50.000 mayo de 2015)
- 2015 – Vincerò (Oro + 25.000 septiembre de 2015)
- 2015 – Splende (Oro + 25.000)
- 2016 – Il Diluvio Universale
- 2016 – Se Avessi Un Cuore
- 2016 – Used To You/Potrei abituarmi (Tres versiones y una con Dua Lipa)
- 2017 – Stella cadente por Rocco Hunt feat. Annalisa (Oro + 25.000)[4]
- 2017 – Tutto per una ragione por Benji & Fede feat. Annalisa (Doble Platino + 150.000)[4]
- 2017 – Direzione la vita (Oro + 25.000)[4]
- 2018 – Il mondo prima di te (Oro + 25.000)[6]
- 2018 – Bye bye
- 2018 – Un Domani
- 2019 – Avocado Toast
- 2019 – Vento sulla Luna
- 2020 – Houseparty
- 2020 – Tsunami
- 2021 – Dieci
- 2021 – Movimento Lento
- 2022 – Bellissima
- 2023 – Mon Amour
- 2023 – Disco Paradise (feat. Articolo 31 y Fedez)
- 2023 – Ragazza Sola
- 2023 – Euforia
- 2023 – Christmas (Baby Please Come Home)
- 2024 – Sinceramente
- 2024 – Sinceramente (cuando cuando cuando)
- 2025 – Maschio

## Participaciones en elFestival de la Canción de San Remo
| Año  | Categoría | Canción                    | Cover / artista invitado                                     | Posición |
| ---- | --------- | -------------------------- | ------------------------------------------------------------ | -------- |
| 2013 | Campioni  | Scintille                  | Per Elisa / Emma Marrone                                     | 9.º      |
| 2015 | Campioni  | Una finestra tra le stelle | Ti sento                                                     | 4.º      |
| 2016 | Campioni  | Il diluvio universale      | America                                                      | 11.º     |
| 2018 | Campioni  | Il mondo prima di te       | Michele Bravi                                                | 3.º      |
| 2021 | Campioni  | Dieci                      | La musica è finita / Federico Poggipollini                   | 7.º      |
| 2024 | Campioni  | Sinceramente               | Sweet Dreams (Are Made of This) / La rappresentante di lista | 3°       |